# 馬麥
馬麥（Mamai，1335年—1382年），金帳汗國軍事強人。出身於藍帳汗國為一位萬户長，据传家族属于乞颜氏，是成吉思汗的大伯父忙格秃乞颜的後裔。他在金帳汗國的地位，源於他是金帳汗國瓦解前最後一位大汗別兒迪別的女婿，秃伦别·哈讷木的丈夫。1360年，納兀魯斯將哥哥忽裏納刺殺後繼位。在位不到一年，金帳汗國完全瓦解，此後直到1382年脫脫迷失重新統一金帳汗國，短短的二十年間就有十八個可汗，勢力最大的便是權臣馬麥。馬麥在金帳汗國挾天子以令諸侯（他主要控制烏克兰与克里米亚）。
1378年，馬麥汗派遣韃靼王公聯合立陶宛大公國和梁贊，出兵20萬，進攻企圖脱离蒙古人统治的莫斯科大公國，莫斯科大公德米特里·頓斯科伊率兵15萬迎擊，1380年德米特里的軍队在頓河流域的庫里科沃原野與蒙古韃靼軍隊展開了決戰，意圖先發制人防止立陶宛軍隊援助金帳汗国，庫里科沃之戰打響，起初金帳汗國騎兵冲破羅斯軍队的防線，羅斯人全線崩潰，但德米特里·頓斯科伊率其他兵向側翼發起进攻，將蒙古軍滅在圈內，终于打敗了金帳汗國大軍。該戰打破了蒙古軍隊不可戰勝的神話，德米特里因而被尊稱為「頓斯科伊」（意為「頓河英雄」），莫斯科大公國取得了暫時的獨立。
在1380年，白帳汗國大汗脫脫迷失要求羅斯公國重新臣服，被拒絕，1382年脫脫迷失佔據喀山城，打敗馬麥與羅斯公國，馬麥逃亡至克里米亞時，被同盟的熱那亞人殺死。此後，脫脫迷失将兩帳合併，版圖由巴爾喀什湖至克里米亞。
拔都系統結束，脫脫迷失是拔都的哥哥白帳汗斡兒答的後代，脫脫迷失之後，金帳汗國汗位基本上由白帳汗出任。

## 後人
据传伊凡四世的母亲叶连娜·格林斯卡娅是他後人，有争议。
家族传说：馬麥的儿子们在立陶宛大公国服役，其中之一的曼苏尔在今天的波尔塔瓦和切尔卡瑟地区获得了他的头衔，曼苏尔的儿子亚历山大在格林斯克定居时接受了洗礼并改宗，所以家族被称为格林斯基。此后，格林斯基家族在立陶宛组织叛乱失败，举族逃往莫斯科，在那里为大公服务。
- 馬麥
  - 曼苏尔
    - 亚历山大·格林斯基 （1399年后卒）
      - 伊凡·亚历山德罗维奇·格林斯基 娶 安娜斯塔西亚·达尼洛芙娜·奥斯特罗兹卡娅
        - 费奥多尔·伊凡诺维奇·格林斯基
        - 谢苗·伊凡诺维奇·格林斯基
          - 费奥多尔·谢苗诺维奇·格林斯基
            - 博格丹·菲奥多洛维奇·格林斯基 （卒于1506年/1512年）

        - 鲍里斯·伊凡诺维奇·格林斯基 （1451年后卒）
          - 列夫·鲍里索维奇·格林斯基
            - 伊凡·列沃维奇·格林斯基（1522年前卒）
              - 亚历山大·伊凡诺维奇·格林斯基

            - 米哈伊尔·列沃维奇·格林斯基 （1534年卒） 娶 叶连娜·伊凡诺芙娜·特莱彭涅娃-奥博棱斯卡娅
              - 瓦西里·米哈伊洛维奇·格林斯基 （1565年卒）

            - 瓦西里·列沃维奇·格林斯基（1515年卒）娶 安娜·亚克西奇
              - 尤里·瓦西里耶维奇·格林斯基（1547年卒）娶 柯森亚·瓦西里耶芙娜
              - 米哈伊尔·瓦西里耶维奇·格林斯基（1559年卒）
                - 伊凡·米哈伊洛维奇·格林斯基（1602年卒）娶 安娜·格里高列芙娜·斯库拉托娃
                  - 安娜·伊凡诺芙娜

              - 叶连娜·瓦西里耶芙娜·格林斯卡娅 （1538年卒）嫁 莫斯科大公瓦西里三世·伊万诺维奇 （1533年卒）
                - 俄国沙皇伊凡四世·瓦西里耶维奇（1584年卒）娶 安娜斯塔西娅·罗曼诺夫娜
                  - 俄国沙皇费奥多尔一世·伊万诺维奇（1598年卒）娶 伊琳娜·戈东诺娃
                    - 费奥多西亚·费奥多罗芙娜女大公（1594年卒）

          - 格里高利·鲍里索维奇·格林斯基
          - 伊凡·鲍里索维奇·格林斯基